# Ploërdut
Ploërdut (bret. Pleurdud) – miejscowość i gmina we Francji, w regionie Bretania, w departamencie Morbihan.
Według danych na rok 1990 gminę zamieszkiwało 1359 osób, a gęstość zaludnienia wynosiła 18 osób/km² (wśród 1269 gmin Bretanii Ploërdut plasuje się na 461. miejscu pod względem liczby ludności, natomiast pod względem powierzchni na miejscu 15.).